# یک داستان سیندرلایی دیگر (موسیقی متن)
یک داستان سیندرلایی دیگر (به انگلیسی: Another Cinderella Story) یک آلبوم موسیقی متن برای فیلم محصول ۲۰۰۸ یک داستان سیندرلایی دیگر است. این آلبوم در ۲۶ اوت ۲۰۰۸ به‌صورت سی‌دی فیزیکی و دانلود دیجیتال توسط ریزر اند تای منتشر شد. آلبوم به رتبۀ ۸ در جدول موسیقی متن‌های برتر در بیلبورد رسید و بیش از ۱٬۶۲۹٬۰۰۰ نسخه در سراسر جهان به فروش رسانده‌است.

## فهرست قطعه‌ها
| شماره      | نام                                     | هنرمند                    | مدت   |
| ---------- | --------------------------------------- | ------------------------- | ----- |
| ۱.         | «چیزی بگو که خودم ندونم»                | سلنا گومز                 | ۳:۲۰  |
| ۲.         | «کلاسیک جدید» (نسخۀ تک‌آهنگ)             | درو سلی و سلنا گومز       | ۳:۰۸  |
| ۳.         | «عجله کن و نجاتم بده»                   | تیفانی جیاردینا           | ۳:۵۰  |
| ۴.         | «فقط اون دختر»                          | درو سلی                   | ۳:۱۷  |
| ۵.         | «طبل را بکوب»                           | سلنا گومز                 | ۳:۱۲  |
| ۶.         | «دختر کلاس اول»                         | مارکوس تی. پالک و درو سلی | ۳:۰۰  |
| ۷.         | «نگه‌داشتن برای تو»                      | جین لینچ                  | ۲:۲۹  |
| ۸.         | «رقص تانگو ولنتاین»                     | تواینس                    | ۲:۱۲  |
| ۹.         | «نه یک فرشته عادی»                      | تیفانی جیاردینا           | ۲:۵۷  |
| ۱۰.        | «خجالت نکش» (با همراهی لیل جی‌جی و چانی) | اسمال چنچ                 | ۴:۰۳  |
| ۱۱.        | «به قلبم توضیح بده»                     | درو سلی                   | ۱:۱۵  |
| ۱۲.        | «کلاسیک جدید» (نسخۀ زنده)               | درو سلی و سلنا گومز       | ۵:۲۹  |
| ۱۳.        | «یک داستان سیندلایی دیگر»               | جان پائسانو               | ۲:۳۹  |
| مجموع مدت: | مجموع مدت:                              | مجموع مدت:                | ۴۰:۱۲ |

## تاریخ انتشار
| کشور          | تاریخ       | فرمت           | ناشر         |
| ------------- | ----------- | -------------- | ------------ |
| ایالات متحده  | ۲۶ اوت ۲۰۰۸ | دانلود دیجیتال | ریزر اند تای |
| کانادا        | ۲۶ اوت ۲۰۰۸ | دانلود دیجیتال | ریزر اند تای |
| استرالیا      | ۲۶ اوت ۲۰۰۸ | دانلود دیجیتال | ریزر اند تای |
| پادشاهی متحده | ۲۶ اوت ۲۰۰۸ | دانلود دیجیتال | ریزر اند تای |

## آلبوم چندآهنگه
ای‌پی یک داستان سیندرلایی دیگر یک اسپین‌آف چندآهنگه با همراهی سلنا گومز از فیلم یک داستان سیندرلایی دیگر است. ای‌پی توسط ریزر اند تای منتشر شد.

### فهرست قطعه‌ها
| شماره      | نام                                     | نویسنده(ها)                           | مدت   |
| ---------- | --------------------------------------- | ------------------------------------- | ----- |
| ۱.         | «چیزی بگو که خودم ندونم»                | آنتونیا آرماتو رالف چرچول مایکل نیلسن | ۳:۲۰  |
| ۲.         | «طبل را بکوب»                           | چرچول نیلسن جولین بل                  | ۳:۱۲  |
| ۳.         | «کلاسیک جدید» (نسخه تک‌آهنگ)             | درو سلی چرچول نیلسن جولین بل          | ۳:۰۹  |
| ۴.         | «چیزی بگو که خودم ندونم» (موزیک ویدئو)  |                                       | ۳:۲۰  |
| ۵.         | «کلاسیک جدید» (با درو سلی؛ موزیک ویدئو) |                                       | ۳:۳۰  |
| مجموع مدت: | مجموع مدت:                              | مجموع مدت:                            | ۲۰:۱۰ |

### تاریخ عرضه
| کشور         | تاریخ        | فرمت           | ناشر         |
| ------------ | ------------ | -------------- | ------------ |
| ایالات متحده | ۱۶ ژوئن ۲۰۰۹ | دانلود دیجیتال | ریزر اند تای |
| کانادا       | ۱۶ ژوئن ۲۰۰۹ | دانلود دیجیتال | ریزر اند تای |